# Orthonama lignata
Orthonama lignata là một loài bướm đêm trong họ Geometridae.